# Wang Yangming

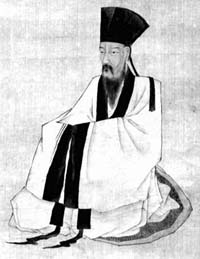
Wang Yangming

Wang Yangming (Kinesiska: 王陽明, pinyin: Wáng Yángmíng), född 1472 i Yuyao, Ningbo i Zhejiang, Kina, död 1529, även känd som Wang Shouren, var en filosof, mandarin, kalligraf och general under Mingdynastin i Kina. Han anses vara en av neokonfucianismens mest framstående filosofer, nästan jämförbar med Zhu Xi (1130-1200) under Songdynastin.
Wang Yangming förkastade Zhu Xis rationella dualism och menade att människans uppfattning om gott och ont och därmed sin egen natur är en medfödd egenskap som upplevs som en spontan ingivelse. Denna riktning i neokonfucianismen har fått etiketten idealistiska skolan (till skillnad från rationella skolan).
Wang Yangmings tänkande om spontan ingivelse, eller inneboende kunskaper, skulle påverka japanska filosofer som Motoori Norinaga och samurajerna etik.
I nära anknytning till Wangs tankar om den medfödda ingivelsen stod hans tankar om handling. Insikten om människans godhet skulle naturligt leda till goda handlingar. 

## Verk
- Wing-tsit Chan (translated, with notes): Instructions For Practical Living and Other Neo-Confucian Writings by Wang Yang-Ming. Columbia University Press, 1963.